# Al-ʿAbbās ibn ʿAbd al-Muttalib

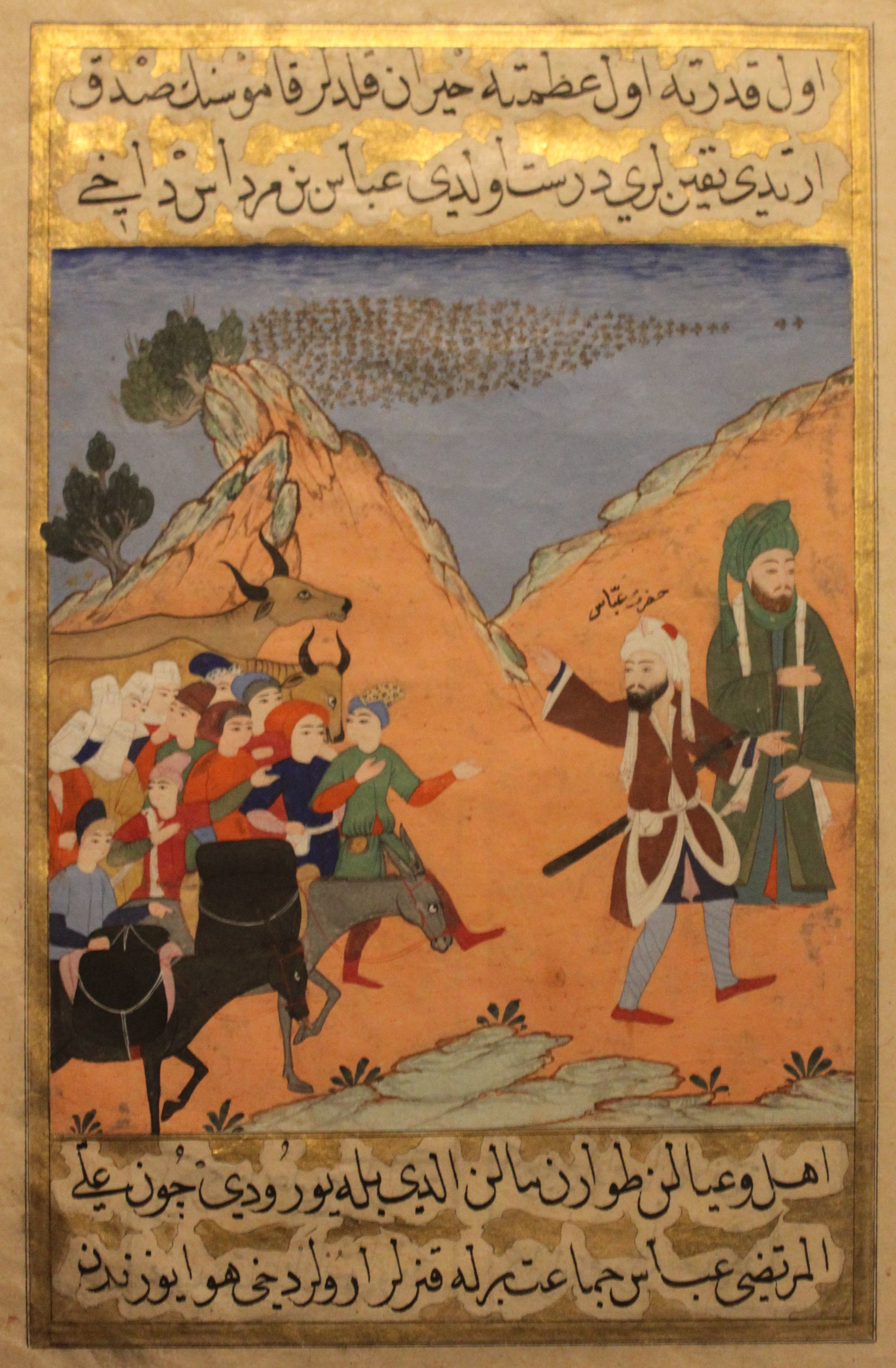
Das Bienenwunder - Seite aus Siyar-I Nabi (Geschichte des Propheten Muhammad) von Mustafa Darir - um 1595 - Türkei, Istanbul - Tinte, Pigmente und Gold auf Papier - Kauf, 1984; ehemalige Sammlung Major G. Anderson - Département des Arts de l'Islam -

Al-ʿAbbās ibn ʿAbd al-Muttalib (arabisch العباس بن عبد المطلب, DMG al-ʿAbbās bin ʿAbd al-Muṭṭalib; * um 565 in Mekka; † um 653 in Medina) gehörte zu den Gefährten des Propheten Mohammed und war gleichzeitig einer seiner Onkel. Sein Vater war der Großvater des Propheten Mohammed. Seine Kunya lautete Abu 'l-Faḍl. Sein Halbbruder war Abū Tālib ibn ʿAbd al-Muttalib.
Er bekleidete die in seiner Familie erbliche Ehrenämter um das Heiligtum Kaaba. Als Mohammed den Islam verkündete, wandte er sich der neuen Lehre vorerst nicht zu. Er gilt als Ahnherr der Abbasiden. Sein Sohn war ʿAbdallāh ibn ʿAbbās, einer der ältesten Exegeten des Korans.

## Konversion zum Islam
Al-ʿAbbās geriet während der Schlacht von Badr zwischen Mekkanern und Medininesern in Gefangenschaft des wesentlich schmächtigeren Abu'l-Yasar, der auf Seite Medinas kämpfte. Entsprechend erkundigte sich Mohammed gemäß der Überlieferung nach Art und Weise der Gefangennahme. Die Hilfe, durch einen zweiten Mann, den Abu'l-Yasar beschrieb, deutete der Prophet als einen Engel und sah die Ursache des Sieges im göttlichen Eingreifen.
Seine Konversion zum Islam erfolgte im Jahr 630, kurz bevor Mohammed Mekka eroberte. Der Prophet nannte ihn deshalb den „letzten der Ausgewanderten“ (Muhadschirun).